# 足羽 (福井市)
足羽（あすわ）は、福井県福井市の地名。現行行政町名は足羽一丁目から足羽五丁目。住居表示実施済み区域。郵便番号は918-8007。

## 地理
福井市市街地の中央部、足羽川の中流域に位置する。あたごブロックに属する。町域の北方には有楽町、つくも、南方には小山谷町、足羽上町、毛矢、東方には左内町、西方には桃園、明里町、加茂河原にそれぞれ接していて、加茂河原を除く部分が足羽地区に属する。
町域の北東端に所在する久保町交差点では福井県道6号福井四ヶ浦線が東方に分岐し、越前町方面へ接続している。久保町交差点から南方へ向けて福井県道177号山奥九十九橋線が分岐している。また上記二県道を合わせて公園通りと呼ばれている。
教育施設は中央部に福井市足羽小学校が所在している。周辺には足羽山があり、足羽神社も小学校周辺に所在している。

## 世帯数と人口
2018年（平成30年）5月1日現在の世帯数と人口は以下の通りである。
| 丁目       | 世帯数    | 人口    |
| ---------- | --------- | ------- |
| 足羽一丁目 | 320世帯   | 803人   |
| 足羽二丁目 | 283世帯   | 687人   |
| 足羽三丁目 | 264世帯   | 545人   |
| 足羽四丁目 | 218世帯   | 541人   |
| 足羽五丁目 | 191世帯   | 450人   |
| 計         | 1,276世帯 | 3,026人 |

## 小・中学校の学区
市立小・中学校に通う場合、学区は以下の通りとなる。
| 丁目       | 番・番地等                 | 小学校           | 中学校           |
| ---------- | -------------------------- | ---------------- | ---------------- |
| 足羽一丁目 | 6～7番 8番（下記以外）     | 福井市足羽小学校 | 福井市明倫中学校 |
| 足羽一丁目 | 1～5番 8番84～88号 9～27番 | 福井市足羽小学校 | 福井市光陽中学校 |
| 足羽二丁目 | 全域                       | 福井市足羽小学校 | 福井市光陽中学校 |
| 足羽三丁目 | 全域                       | 福井市足羽小学校 | 福井市光陽中学校 |
| 足羽四丁目 | 全域                       | 福井市足羽小学校 | 福井市光陽中学校 |
| 足羽五丁目 | 全域                       | 福井市足羽小学校 | 福井市光陽中学校 |

## 交通

### 道路
- 福井県道6号福井四ヶ浦線
- 福井県道177号山奥九十九橋線

## 施設

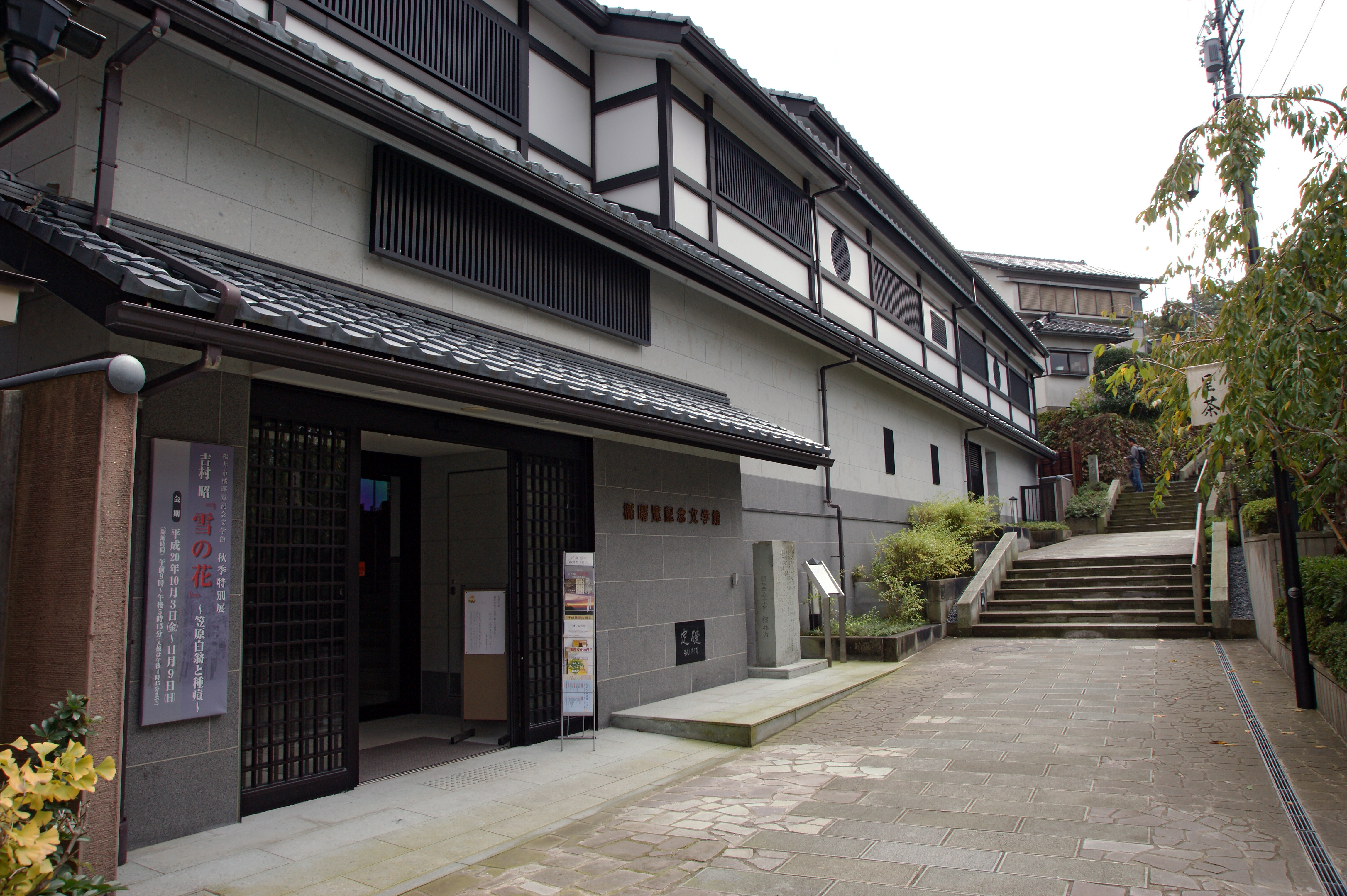
福井市橘曙覧記念文学館

### 公共
- 福井市水道記念館
- 愛宕坂茶道美術館
- 福井市橘曙覧記念文学館

### 教育
- 福井市足羽小学校

### 郵便局
- 福井足羽郵便局